# Красногорский, Николай Иванович
Никола́й Ива́нович Красного́рский (26 июня [8 июля] 1882, Петербург — 2 августа 1961, Сиверский, Ленинградская область) — советский педиатр, крупный специалист в области изучения физиологии высшей нервной деятельности, академик АМН СССР (1945 г.), заслуженный деятель науки РСФСР, лауреат Сталинской премии и премии имени И. П. Павлова. Один из основоположников советской школы педиатров, активный приверженец теории нервизма и физиологического направления в педиатрии.
Потомственный дворянин, сын статского советника Ивана Александровича Красногорского. Полковник медицинской службы.

## Биография
Родился в Петербурге, в семье чиновника министерства финансов Российской Империи Ивана Александровича Красногорского и его жены Варвары Михайловны.
Родители владели доходным домом рядом с Николаевским вокзалом на Лиговской ул. д. 36, в одной из квартир которого семья продолжала проживать и после смерти отца, последовавшей 2 мая 1903 г. (похоронен на Никольском кладбище Александро-Невской лавры). После революции дом был национализирован, и Красногорские вынужденно перебрались в более скромное жилье. В наше время на месте дома, принадлежавшего И. А. Красногорскому, находится известный торговый центр «Галерея».
После окончания в 1902 г Петербургской гимназии Н. И. Красногорский поступил в Императорскую Военно-медицинскую академию (ВМА), где увлекся научной работой. Его наставниками в годы учёбы были профессор кафедры физиологии Иван Петрович Павлов, профессор кафедры детских болезней Александр Николаевич Шкарин и профессор кафедры медицинской химии Александр Яковлевич Данилевский. Под руководством последнего, в 1905 году, И. Н. Красногорский, будучи студентом 2-го курса, выполнил две научные работы: «Антипепсин в низших растительных организмах и его биологическое значение для человека» и «Материалы к химическому изучению глобина», за что был удостоен премии имени академика Николая Николаевича Зинина (годом позже обе эти работы были опубликованы). В тот же год он опубликовал свою первую работу по условным рефлексам, которую выполнил самостоятельно, ещё до встречи с И. П. Павловым. В 1908 г. Николай Иванович успешно окончил академию и по результатам конкурса был с целью научного усовершенствования зачислен на кафедру физиологии профессора И. П. Павлова. В эти годы ему посчастливилось поработать в Бреславле, в лаборатории знаменитого профессора Адальберта Черни.
В 1911 году Н. И. Красногорский защитил диссертацию на звание доктора медицины: «О процессе задерживания и о локализации кожного и двигательного анализаторов в коре больших полушарий у собаки». Имея клиническую подготовку в области педиатрии, он вскоре был избран ассистентом Николаевской детской больницы, где судьба свела его с будущим основоположником советской школы детских инфекционистов М. Г. Данилевичем.
С началом Первой мировой войны Н. И. Красногорский получил назначение врачом-консультантом Брянских военных госпиталей (их было более восьми). Оставаясь в этой должности, в 1916 году он был избран приват-доцентом кафедры детских болезней Военно-медицинской академии.
В начале 1917 года Николая Ивановича избрали профессором кафедры детских болезней медицинского факультета Юрьевского университета. До 1892 г. старейший в Российской Империи Юрьевский (Дерптский) университет отличался тем, что преподавание здесь велось на немецком языке. Это определяло национальный состав его профессорско-преподавательского коллектива. Только после принятия высочайшего решения в конце XIX века учебный процесс был переведён на русский язык, и в университете появились русскоговорящие преподаватели. Даже спустя 20 лет это создавало определённые сложности для тех профессоров, кто приезжал в Юрьев из центральной России. К тому же рядом шла война, и дефицит кадров был весьма значительным.
23 февраля 1918 года, нарушив перемирие между Советской Россией и Германией, немецкие войска заняли Юрьев. 7 марта 1918 года Юрьевский университет был закрыт, а 8 июня 1918 года постановлением Совета Народных Комиссаров РСФСР было принято решение о переводе его из Юрьва в Воронеж. Так Н. И. Красногорский оказался в Воронеже, где принял непосредственное участие в становлении университета на новом месте. Ввиду крайнего дефицита преподавателей и профессоров он, помимо кафедры детских болезней, после отъезда в 1919 году профессора А. И. Ющенко в Ростов, был вынужден возглавить и кафедру душевных и нервных болезней.
В 1922 году Н. И. Красногорский был избран профессором кафедры детских болезней 1-го Петроградского медицинского института и вернулся в Петроград. Поскольку клинической базой кафедры была определена детская больница им. Н. Ф. Филатова (б. Николаевская детская больница, где Николай Иванович работал ещё перед войной), с 1923 г. он был утверждён в должности главного врача этой больницы. С этого момента начался процесс её постепенной реорганизации в детскую инфекционную больницу. Прежде всего Н. И. Красногорским было организовано инфекционное отделение которое возглавил М. Г. Данилевич.
В 1920-х годах изучал условно-рефлекторную деятельность у детей, пытаясь показать схожесть механизмов высшей нервной деятельности животных и детей.
Начало 30-х годов ознаменовалось преобразованиями и в 1-м медицинском институте. Так, в связи с организацией педиатрического факультета в институте стали появляться новые кафедры детских болезней. К 1936 году их было уже четыре: три кафедры педиатрического факультета и кафедра педиатрии лечебного факультета, которую продолжал возглавлять Н. И. Красногорский. В этих условиях постоянно менялись учебные планы, что необходимо было учитывать в повседневной научно-педагогической деятельности кафедры. В 1938 году педиатрический факультет вошёл в состав Ленинградского педиатрического медицинского института, а кафедра педиатрии Н. И. Красногорского была включена в состав Военно-морского факультета, который просуществовал недолго — до 1940 года.
Все это совпало с годами репрессий, которые не обошли стороной и Н. И. Красногорского. Ещё в 1930 году он был по доносу арестован вместе с женой. Никакой вины Красногорских чекистам обнаружить не удалось, и их отпустили. В 1938 году Людмила Ивановна Красногорская была арестована вновь. Ей была вменена статья 58 Уголовного кодекса РСФСР, пункт 6 (шпионаж) и 2 ноября 1938 года Особой тройкой УНКВД по Ленинградской области она была приговорена к расстрелу. Однако произошёл редкий случай: приговор отменили, и постановлением УНКВД ЛО 21 декабря 1938 года она была освобождена.

Занятие по педиатрии на кафедре Н. И. Красногорского в клинике ВММА. 1949 г.

10 июня 1940 года постановлением Совнаркома СССР было объявлено о формировании на базе 3-го Ленинградского медицинского института Военно-морской медицинской академии. При этом на её укомплектование передавался весь военно-морской факультет 1-го ЛМИ. Так Н. И. Красногорский со своими сотрудниками неожиданно для себя оказался в составе новой академии. Весь процесс реорганизации занял всего 21 день.
Н. И. Красногорский возглавлял кафедру детских болезней ВММА до 1952 года. В конце 1941 года, уже после того, как вокруг Ленинграда сомкнулось кольцо блокады, вместе с академией он был эвакуирован в Киров. Сама эвакуация не обошлась без трагедии; 28 ноября 1941 года, когда Ладога уже почти полностью покрылась льдом, на старой барже погиб почти весь выпуск врачей Академии 1941 года.
Процесс подготовки врачей на новом месте был продолжен только с февраля 1942 года. В Кирове находилось 70 эвакогоспиталей, поэтому помимо учебного процесса сотрудникам Академии приходилось нести огромную лечебную нагрузку.
Вернулись в Ленинград только в 1944 году, когда блокада была полностью снята, и Н. И. Красногорский продолжил свою научно-педагогическую и врачебную деятельность в привычной обстановке. Будучи выдающимся педиатром и ближайшим учеником академика Н. И. Павлова, Николай Иванович всегда (а возможно, и прежде всего) оставался учёным-физиологом. Все его научные труды посвящены изучению физиологии высшей нервной деятельности здорового и больного ребёнка. Вместе с академиком Л. А. Орбели в 1945 г. Н. И. Красногорский создал лабораторию высшей нервной деятельности ребёнка в Ленинградском научно-исследовательском педиатрическом институте МЗ РСФСР. В 1950 г. под руководством Н. И. Красногорского эта лаборатория продолжила свою работу в стенах Института физиологии имени И. П. Павлова.

Институт физиологии имени И. П. Павлова. Профессор Н. И. Красногорский и научный сотрудник В. Д. Волкова в лаборатории высшей нервной деятельности ребёнка. 1952 г., журнал «Советский Союз»

Перевод совпал с весьма драматичными событиями. После известной объединённой «павловской сессии» АН и АМН СССР Л. А. Орбели был ошельмован и отстранен от руководства Естественно-научным институтом имени П. Ф. Лесгафта. Н. И. Красногорский оказался одним из немногих, кто осмелился протянуть обвиняемым руку помощи. К себе в лабораторию он принял нескольких бывших сотрудников Л. A. Орбели — тех, кто сохранил верность своим идеям и своему руководителю. Среди таких отверженных, кому помог Николай Иванович, оказался, например, доктор биологических наук И. И. Канаев.
В 1952 году Николай Иванович оставил кафедру в ВММА и полностью сконцентрировался на работе в своей лаборатории. Именно за работы в области физиологии высшей нервной деятельности у детей Н. И. Красногорский в 1942 г. был удостоен премии АН СССР имени И. П. Павлова, в 1944 г. стал заслуженным деятелем науки РСФСР, в 1945 г. — действительным членом АМН СССР, а в 1952 г. удостоен Сталинской премии первой степени.
Умер Николай Иванович 2 августа 1961 года на даче в посёлке Сиверский, в предместье Ленинграда. Он завещал похоронить себя рядом с отцом, на Никольском кладбище Александро-Невской лавры, но городские власти не дали на то разрешения. Академик Н. И. Красногорский был похоронен на Дружносельском кладбище посёлка Сиверский.

## Семья
- Жена: Людмила Ивановна ур. Савицкая (1904 г.р.) — из потомственных дворян, домохозяйка;
- Сын: Николай Николаевич Красногорский (род.: 4.06.1922, Воронеж) — профессор, заведующий кафедрой пропедевтики детских болезней, позже — факультетской педиатрии Львовского медицинского института[17];
- Внук: Иван Николаевич Красногорский — к.м.н., доцент, врач-патологоанатом ФГБУ «Научно-исследовательский детский ортопедический институт им. Г. И. Турнера»[18];
- Сестры: Варвара Ивановна, Вера Ивановна и Мария Ивановна Красногорские;
- Племянник: Владимир Владимирович Алякринский — учёный секретарь института физиологии им. И. П. Павлова РАН[19].

## Вклад в науку
Основные труды Н. И. Красногорского посвящены исследованию Высшей нервной деятельности.
- Ещё в 1911 г., в своей диссертации на звание доктора медицины он доказал, что внутреннее торможение в коре головного мозга подчинено закону иррадиации и концентрации. По свидетельству академика И. П. Павлова, это открыло новую важнейшую главу в исследовании физиологии коры больших полушарий. Выявленный Н. И. Красногорским принцип иррадиации торможения лег в основу павловской концепции о физиологическом и гипнотическом сне, как об обобщённом и частичном внутреннем торможении.
- Николай Иванович впервые использовал метод условных рефлексов для изучения функций мозга у здоровых и больных детей. В 1926 г. совместно с А. А. Ющенко предложил вакуумную слюнную капсулу для изучения у детей условных и безусловных рефлексов.
- Предложил собственную концепцию типов высшей нервной деятельности, как альтернативу моделям Б. М. Теплова и А. Г. Иванова-Смоленского.
- Исследовал взаимодействие сигнальных систем у детей, тормозные условные рефлексы, условно-рефлекторные связи «на время», а также комплексную деятельность коры больших полушарий. Практическим воплощением этих работ стал разработанный Н. И. Красногорским эффективный метод лечения ночного энуреза у детей.
- Как организатор здравоохранения, наряду с М. Г. Данилевичем, Николай Иванович стоит у истоков ленинградской школы детских инфекционистов.

## Интересные факты
- С детства Николай Иванович серьёзно занимался музыкой, в том числе композицией. Ему принадлежат несколько романсов и даже опера, которую он написал будучи ещё гимназистом. В сентябре 1904 года Н. И. Красногорскому — тогда студенту Императорской Военно-медицинской академии — было дозволено выступить со своими произведениями в Офицерском собрании перед отправляющейся на Дальний Восток офицерами 2-й Тихоокеанской эскадры вице-адмирала З. П. Рождественского. Николай Иванович был постоянным участником домашних концертов на квартире у И. П. Павлова, а находясь в Бреславле, часто аккомпанировал своему учителю Адальберту Черни — виртуозу игры на скрипке.
- Обладая великолепным музыкальным слухом и руками первоклассного пианиста, Николай Иванович превосходно владел методикой обследования ребёнка. Возможно, именно эти его качества существенно повлияли на формирование одного из его учеников — профессора А. Б. Воловика, который возглавив кафедру пропедевтики детских болезней Ленинградского педиатрического института, всегда предпочитал одарённых в музыкальном плане сотрудников.
- В 1916 году академик Иван Петрович Павлов так отзывался о Н. И. Красногорском:

«Я знаю доктора Николая Ивановича Красногорского, как лабораторного работника. Через мою лабораторию прошло много русских работников и несколько иностранных разных специальностей, и я не преувеличиваю, если скажу, что доктор Красногорский едва ли не лучший из всех. Работать с ним было для меня большим наслаждением — и я поистине не могу сказать, кто из нас кого умственно больше возбуждал: я его, или он меня. Да, он горяч, очень увлекается, может быть несколько самонадеян, — но, ведь, это — натуральные черты молодости и силы. Для русского сердца истинно приятно встретить такого талантливого человека, как доктор Красногорский».
- По свидетельству профессора А. И. Клиорина в 1930 году именно И. П. Павлов в буквальном смысле спас Н. И. Красногорского с женой Людмилой Ивановной, когда оба они были арестованы. В то время, когда вокруг все молчали, академик Павлов, рискуя многим, упорно добивался их освобождения. Все месяцы, пока Красногорские находились в следственном изоляторе, их сын Николай жил в семье у И. П. Павлова.
- А. И. Клиорин был свидетелем и того, как в 1950 году крупнейший московский педиатр, академик АН и АМН СССР Георгий Нестерович Сперанский, при встрече заявил Николаю Ивановичу, что именно тот является выдающимся ученым. Себя же он характеризовал исключительно как организатора медицинской помощи детям в нашей стране.
- Авторитет Николая Иванович Красногорского, как детского врача был столь высок, что существовала легенда, будто уже в советское время, естественно по согласованию с властями, из Швеции в Ленинград специально за Н. И. Красногорским был прислан эсминец для того, чтобы срочно доставить в Стокгольм, где требовалось его участие в лечении ребёнка — члена королевской семьи. А. И. Клиорин объяснял это следующим:

«У постели больного он неизменно демонстрировал физиологическое мышление, будучи озабочен не только определением нозологической формы, но даже в большей степени расшифровкой патогенеза заболевания. Прекрасное знание многих областей физиологии подчас позволяло ему подойти к пониманию существа заболевания, что оказывалось недоступным для его коллег, прекрасных врачей… Николая Ивановича как лектора в значительной степени определяли блестящая память, безупречная культура речи. Он не пользовался конспектами, у слушателей создавалось впечатление, что весь текст лекции от первой до последней фразы четко запечатлен в памяти автора»— Клиорин А. И. 

## Награды и премии
- орден Ленина
- Медаль «За доблестный труд в Великой Отечественной войне 1941—1945 гг.»
- Медаль «В память 250-летия Ленинграда»
- Премия имени И. П. Павлова (1942)
- заслуженный деятель науки РСФСР (1944)
- Сталинская премия первой степени (1952) — за исследования ВНД у детей, завершённые статьями «Фазовые изменения деятельности больших полушарий головного мозга у детей» и «Некоторые итоги применения и развития учения И. П. Павлова о высшей нервной деятельности в педиатрической клинике» (1951)

## Избранные труды
- Красногорский Н.И. Антипепсин в низших растительных организмах и его биологическое значение для человека /Н.И. Красногорский; (Из Физиол. хим. лаб. акад. А.Я. Данилевского). — Санкт-Петербург: тип. М. Меркушева, 1906. — 73 с.
- Красногорский Н.И. Материалы к химическому изучению глобина /Н.И. Красногорский; (Из Физиол.-хим. лаб. проф. А.Я. Данилевского).. — Санкт-Петербург: тип. М. Меркушева, 1907. — 32 с.
- Красногорский Н.И. О процессе задерживания и о локализации кожного и двигательного анализаторов в коре больших полушарий у собаки : Дис. на степ. д-ра мед. Н.И. Красногорского /Из Физиол. отд. Имп. Ин-та эксперим. медицины и Физиол. лаб. Имп. Воен.-мед. акад. - (Серия докторских диссертаций, допущенных к защите в Императорской Военно-медицинской академии в 1911-1912 учебном году ; № 7). — Санкт-Петербург: тип. Глав. упр. уделов, 1911. — 168 с.
- Красногорский Н.И. 1). Экссудативный диатез и его лечение;2). О рахите : Две лекции. 1915 г.. — Петроград: А.Н. Лавров и К°, 1916. — 31 с.
- О соискании звания приват-доцента Имп. Военно-медицинской академии по кафедре учения о детских болезнях с клиникой доктором медицины Н.И. Красногорским. — Петроград: А.Н. Лавров и К°, 1916. — 48 с.
- Красногорский Н.И. О нервности в детском возрасте и о мерах борьбы с ней /Н.И. Красногорский, прив.-доц. Воен.-мед. акад., консультант Брян. воен. госпиталя. — Петроград: К.Л. Риккер, 1917. — 30 с.
- Красногорский Н.И. Развитие учения о физиологической деятельности мозга у детей : Статьи, лекции и доклады за период 1907-34 гг. гг /Проф. Н.И. Красногорский. Зав. Детской клиникой I Ленингр. мед. ин-та ; Ин-т охраны здоровья детей и подростков.. — Ленинград, Москва: Биомедгиз, 1935. — 187 с.
- Красногорский Н.И. Развитие учения о физиологической деятельности мозга у детей. Изд. 2. — Ленинград, 1939.
- Красногорский Н.И. Что нужно знать и делать для сохранения здоровья детей : Советы матерям. — Киров: Обл. изд-во, 1942. — 16 с.
- Красногорский Н.И. Фазовые изменения деятельности больших полушарий головного мозга у детей / Журнал высшей нервной деятельности им. И.П. Павлова Т. 1, в. 1. — 1951. — 36 с.
- Красногорский Н.И. Некоторые  итоги применения и развития учения И.П. Павлова о высшей нервной деятельности в педиатрической клинике / Журнал высшей нервной деятельности им. И.П. Павлова Т. 1 в. 6. — 1951. — 800 с.
- Красногорский Н.И. Труды по изучению высшей нервной деятельности человека и животных : Т. 1.. — Москва: Медгиз, 1954.
- Красногорский Н.И. Высшая нервная деятельность ребёнка. — Москва: Медгиз, 1957. — 300 с.
- Красногорский Н.И. Высшая нервная деятельность ребёнка. — Ленинград: Медгиз, 1958. — 320 с.

#### Доклады на заседаниях Общества детских врачей
| Пчелиный мёд как пищевое средство                                                  | 16.01.1908 | Об условных рефлексах у детей                                        | 27.03.1908 |
| К лечению большими дозами атропина                                                 | 05.02.1911 | Новый способ объективного изучения функций двигательного анализатора | 07.11.1911 |
| К патологии мышц                                                                   | 26.02.1914 | Новые факты по изучению деятельности головного мозга                 | 24.02.1927 |
| Дальнейшие опыты с изучением связи между раздражением различных частей полости рта | 09.10.1928 | О безусловной и условной реакции слюнных желёз                       | 09.05.1928 |
| О методе исследования местной чувствительности слизистой оболочки                  | 03.04.1929 | О новом методе временной люмбальной фистулы                          | 03.04.1929 |
| Об изменении реактивности больших полушарий                                        | 30.04.1930 | Значение современного учения о физиологической деятельности мозга    | 07.01.1931 |
| Лечение enuresis nocturna                                                          | 1933       | Впечатления о поездке в Америку                                      | 1933       |

## Адреса в Петербурге
- До 1917 г. Семья Красногроских занимала квартиру с собственном доходном доме на Лиговской ул., д. 36 (дом не сохранился).
- До эвакуации Н. И. Красногорский проживал в служебной квартире при детской больнице им. Н. Ф Филатова: ул. Вологодская (Чапыгина), д. 13.
- Последние годы — на ул. Куйбышева, д. 3.